# Итальянский поход Суворова
Италья́нский похо́д Суво́рова — боевые действия русско-австрийской армии под командованием фельдмаршала графа А. В. Суворова против французских войск в Северной Италии в апреле—августе 1799 года.
Поход явился частью войны Второй коалиции (1799—1802), состоявшей из Великобритании, Австрии, Неаполитанского королевства, Российской и Османской империй против революционной Франции. Россия имела цель, как гласил договор, заключённый с Англией, «действительнейшими мерами положить предел успехам французского оружия и распространению правил анархических; принудить Францию войти в прежние границы и тем восстановить в Европе прочный мир и политическое равновесие».

## Расстановка сил
К началу кампании 1799 года Австрия располагала в Южной Германии 80 тысячами войск эрцгерцога Карла, в Тироле — 48 тысячами графа Бельгарда; в Италии находилась 86-тысячная армия генерала Меласа. Россией было выставлено в подкрепление австрийцев 65 тысяч, помимо стоявших на западной границе 86 500 человек. По просьбе австрийского правительства 14 (25) марта в Вену прибыл фельдмаршал граф Суворов, который должен был командовать союзными войсками в Италии. Также в Средиземное море была послана русская эскадра адмирала Ф. Ф. Ушакова.
Французские войска находились: в Эльзасе и Майнце — 45 тысяч Бернадотта и Журдана; в Швейцарии Гельветическая армия насчитывала около 48 тысяч Массена́, считая местный контингент; Итальянская армия в Северной Италии составляла 58 тысяч Шерера и в средней и южной Италии Неаполитанская армия — 34 тысячи Макдональда.
1-й эшелон русских войск, состоявший из 22-тысячного корпуса генерала Розенберга, выступил из Брест-Литовска 13 (24)—20 (31) октября 1798 год и в первых числах января следующего года достиг Дуная, где простоял на квартирах в окрестностях Кремса и Санкт-Пёльтена (ныне Австрия) 2 месяца.

## Ход кампании
Между тем, военные действия начались сражением при деревне Маньяно (25 марта (5 апреля) 1799 год). Хотя сражение не имело решительного характера, но атаковавшая австрийцев французская армия отступила за реку Минчио, оставив гарнизоны в крепостях Мантуя и Пескьера. В начале марта русские войска маршами двинулись в Италию, почти не делая дневок, и 7 апреля колонна генерала Повало-Швейковского (11 тысяч) соединилась на реке Минчио с австрийцами (55 тысяч) Меласа.
3 (14) апреля Суворов прибыл в Верону, где был восторженно встречен местными жителями, а 4 (15) апреля — в Валеджо, где была главная квартира австрийских войск. Там до 7 (18) апреля Суворов ожидал подхода корпуса Розенберга и одновременно обучал австрийские войска своей тактике, переведя на немецкий язык свою «Науку побеждать».

### Взятие Брешиа, сражение на реке Адде
7 (18) апреля, с прибытием в Валеджо дивизии Повало-Швейковского, армия Суворова выступила в поход, проходя в день по 28 вёрст. Оставив около 14 тысяч человек для наблюдения за Мантуей и Пескьерой, Суворов с союзной армией (52 тысячи) двинулся к реке Кьезе. 10 (21) апреля отряду генерала Края, состоявшему из авангарда Багратиона и двух австрийских дивизий, после незначительной перестрелки сдалась крепость Брешиа. На Края, с отрядом, усиленным до 20 тысяч человек, была возложена осада крепостей на Минчио. 13 (24) апреля 1,5 полка казаков с налёта овладели укрепленным городом Бергамо с цитаделью, взяв в плен 1300 человек, 12 орудий, знамя и много запасов. 14 (25) апреля союзные войска (48 тысяч), достигли реки Адды, где 15 (26)—17 (28) апреля состоялось сражение.

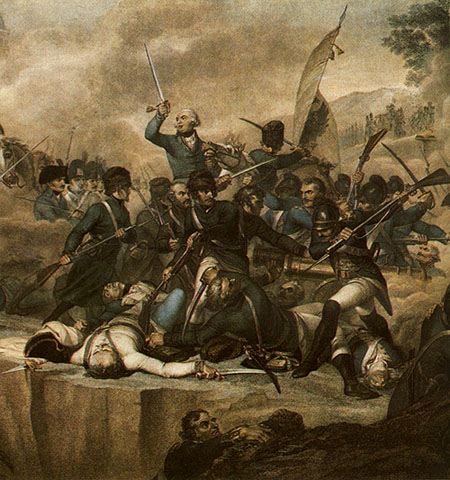
Сражение на реке Адде. Раскрашенная гравюра Луиджи Скьявонетти.

Шерер, ослабив армию выделением гарнизонов для крепостей, только с 28 тысячами расположился за Аддой, разбросав их на протяжении 100 километров — от её истоков до устья. 15 (26) апреля, после упорного боя, отряд Багратиона занял Лекко. Главные силы союзников переправились через Адду у Сан-Джервазио и Кассано. 16 (27) апреля генерал Моро, назначенный накануне вместо Шерера главнокомандующим, сделал попытку сосредоточиться в районе Ваприо — Кассано, но было уже поздно. Войска его, отрезанные от прямого пути на Милан, отступили в различных направлениях. Генерал Серюрье, вследствие потери связи с главнокомандующим, не зная о положении дел, заночевал между Вердерио и Падеро и 17 (28) апреля, окружённый союзными войсками, сложил оружие. Потери французов были 2,5 тысячи убитыми и ранеными, 5 тысяч пленными и 27 орудий, союзников — около 2 тысяч убитыми и раненными. Вечером 17 (28) апреля казачьим полком майора Молчанова был занят Милан. 18 (29) апреля Суворов торжественно вступил в город. Миланцы встречали его с энтузиазмом. Остатки французской армии отошли: дивизия Гренье — на Новару, Лемуан — на Пьяченцу.

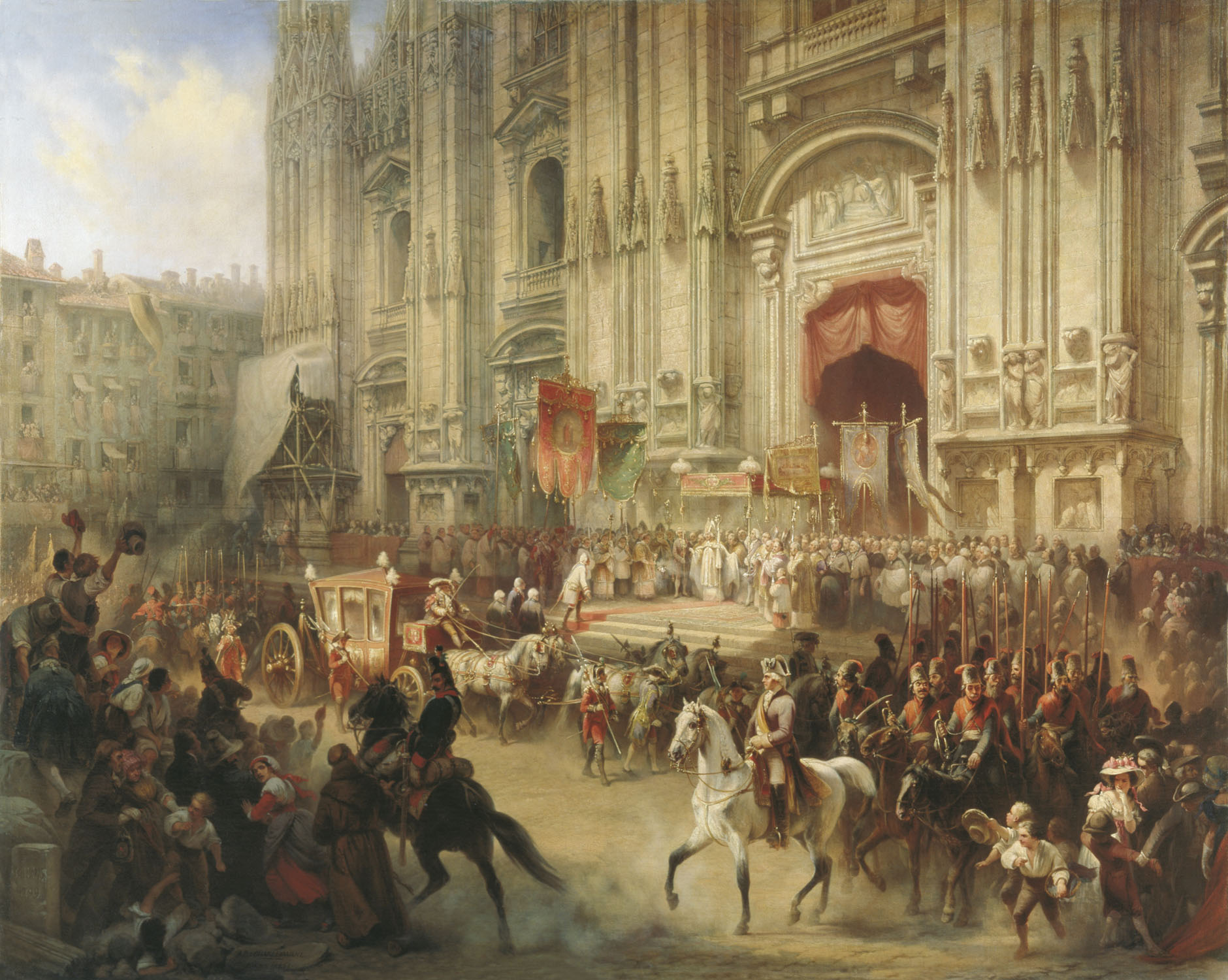
Вступление Суворова в Милан. Художник А. Шарлемань.

Через 2 дня, 20 апреля (1 мая), оставив для блокады миланской цитадели отряд генерала Латермана (4500 человек), Суворов двинул к переправам через По у Пьяченцы 36 тысяч союзных войск; туда же был направлен отряд Отта (4500 человек). На Новару и Верчелли следовал 6-тысячный отряд Вукасовича; генерал граф Гогенцоллерн с 5-тысячным отрядом блокировал крепость Пичигетоне. Для наблюдения со стороны Швейцарии были расположены: у озера Комо — 3-тысячный отряд принца Виктора Рогана и на верхней Адде — 5-тысячный отряд генерала Штрауха. Край должен был завершить покорение страны взятием крепостей.
21 апреля (2 мая) союзные войска расположились по обе стороны По; Мелас с австрийцами — у Сан-Джиовани, Розенберг у Дорно и Лумелло, Багратион между Вогерой и Тортоной, авангарды Отта — у Пармы и отряд Морцина (2 тысячи человек) — у Боббио. При таком исходном положении Суворов сохранял возможность для действий в Пьемонте, а также в случае наступления с юга Макдональда. Это смелое выдвижение вперёд противоречило планам гофкригсрата, озабоченного покорением Мантуи и других крепостей, оставшихся в тылу у Суворова, что и породило несогласия между последним и венским двором.
Моро, оставив в Турине 3500 человек генерала Фиорелла, сосредоточил армию на сильной позиции у Алессандрии (дивизия Виктора) и Валенции (дивизия Гренье), обеспеченной с фронта реками По и Танаро, а с флангов крепостью Алессандрией и укреплением Валенцией. Генералу Периньяну, принявшему командование над войсками в генуэзской Ривьере, приказано занять проходы в Апеннинах и войти в связь с Монришаром, войска которого занимали Пармскую, Моденскую и Феррарскую области.
Принятые Суворовым меры по формированию пьемонтских национальных войск встретили неодобрение австрийского правительства, предписавшего привлекать пьемонтцев только в общую австрийскую армию. В значительной мере Суворов был связан в осуществлении своих оперативных соображений тем, что продовольственная часть была изъята из его ведения. 24 апреля (5 мая) сдалась Пескьера, и Край обратил все свои силы против Мантуи.
26 апреля (7 мая), вследствие известия об оставлении французами Валенции и начавшемся отступлении их за Апеннины, Суворов предпринял наступление. Приказано было Розенбергу двинуть 27 апреля (8 мая) авангард Чубарова для переправы через По, с целью овладеть Валенцией, отрядам Багратиона и Карачая — перехватить пути из Алессандрии в Геную (через Маренго и Нови) и Меласу — перейти к Тортоне. В главную квартиру прибыл великий князь Константин Павлович, которому император Павел I позволил состоять при Суворове в качестве волонтёра.

### Сражение у Бассиньяно
29 апреля (10 мая) авангард Меласа занял Тортону, гарнизон которой заперся в цитадели. Суворов, получивший точные сведения о расположении Моро, принял решение сосредоточить свою армию впереди Тортоны и приказал Меласу расположиться у Торре-ди-Горофолло с авангардом у Маренго, Багратиону — у Нови, Розенбергу переправиться через реку По у Канбии. Последний, не будучи ориентирован относительно общей цели действий, по настоянию Великого Князя, продолжал начатую переправу у Бассиньяно для захвата Валенции. Переправившийся 1 (12) мая авангард Чубарова (3 тысячи человек) был встречен войсками дивизий Гренье и Виктора и с большим уроном отступил обратно. Переправа Вукасовича у Казале также не удалась. Суворов уже предполагал двинуться на выручку Розенберга, но французы и не собирались развивать своего успеха. 3 (14) мая войска Розенберга прибыли к Сале; 5 (16) мая подошла часть отряда Гогенцоллерна, освободившаяся после капитуляции крепости Пичигетоне. Сам Гогенцоллерн принял начальство над войсками, блокировавшими миланскую цитадель.

### Наступление Суворова. Занятие Турина
Полученные за это время Суворовым сведения настойчиво указывали на готовившееся наступление французов со стороны Швейцарии в Северную Италию и на движение из Франции подкреплений к Моро, а также на то, что Макдональд надолго задержан в Южной Италии. Неудача принца Рогана, действовавшего против Лекурба, отчасти подтверждала эти данные. В виду этого, Суворов, озабоченный занятием путей из Франции и Швейцарии, приказал Гогенцоллерну поддержать Рогана, а главной армии двинуться по левому берегу По вглубь Пьемонта, чтобы угрозой Турину заставить Моро покинуть позицию у Алессандрии.
Как раз в это время и Моро решил оставить Пьемонт, чтобы прикрыть доступы в Ривьеру. Положение в Пьемонте для него было тяжело, а подкреплений он не ждал. Не зная расположения противника, в ночь на 5 (16) мая Моро переправил через Бормиду дивизию Виктора в расчёте достигнуть Генуи прямым путём через Боккету. Карачай, занимавший Маренго, известил главный лагерь у Гарофолло о движении французов; оттуда прибыл к этому пункту генерал Лузиньян с одной австрийской дивизией. Шедший от Нови к Сале отряд Багратиона свернул туда же на выстрелы. Моро, встретив сопротивление, отошёл за Бормиду и направил дивизию Виктора (7200 человек), без артиллерии и обозов, по трудной горной дороге через Акви в Савону; Виктор 8 мая соединился с Периньяном. Сам же Моро 6 мая с дивизией Гренье, кавалерией, артиллерией и обозом (около 8 тысяч человек) направился на Асти, оставив в Алессандрии 3-х тысячный отряд генерала Гарданна.
9 (20) мая союзная армия достигла реки Сезии, расположилась в Кандии и Лангоско. Для блокады Тортонской цитадели был оставлен небольшой отряд Секендорфа, а для наблюдения за Монришаром отряд Отта в Пармской области. Казале и Валенция были заняты войсками Милорадовича и Швейковского. 10 (21) мая партизанский отряд (250 человек) капитана Шмельцера, высланный Секендорфом, занял крепостцу Чева, запиравшую проход по долине Танаро. Между тем, Моро, не имея возможности воспользоваться Тендским проходом, загроможденным обвалом, отправил тяжести в крепость Бриансон и, рассчитывая пройти по долине Танаро, выслал для занятия Чевы генерала Груши, а сам расположился у Кони.
14 (25) мая союзная армия подошла к Турину, а 15 (26) мая, овладев городом при помощи жителей, обложила цитадель. Высланный для разведки об армии Моро, в направлении на Хераско, Вукасович сообщил Суворову о направлении её отступления. Немедленно вслед за Вукасовичем был послан к Кони Фрелих. Приближение этих отрядов заставило Груши 20 (31) мая бросить осаду Чевы. Положение Моро казалось критическим. Оставив в Кони 3-х тысячный отряд, он перешёл в Мондови. В течение 3 дней беспрерывной работы была проложена по долине Корсалия, на Гарессио, новая дорога, и все его силы 26 мая (6 июня) спустились в Ривьеру. Таким образом, союзные войска овладели Северной Италией, став на путях сообщения французов с Савойей и Швейцарией.
15 (26) мая отряд Швейковского занял Алессандрию, гарнизон которой заперся в цитадели. Между тем, Бельгарду было приказано, усилив до 10 тысяч отряды, охранявшие Северную Италию со стороны Швейцарии, и поручив общее командование над ними генералу Хадику, идти в Алессандрию.

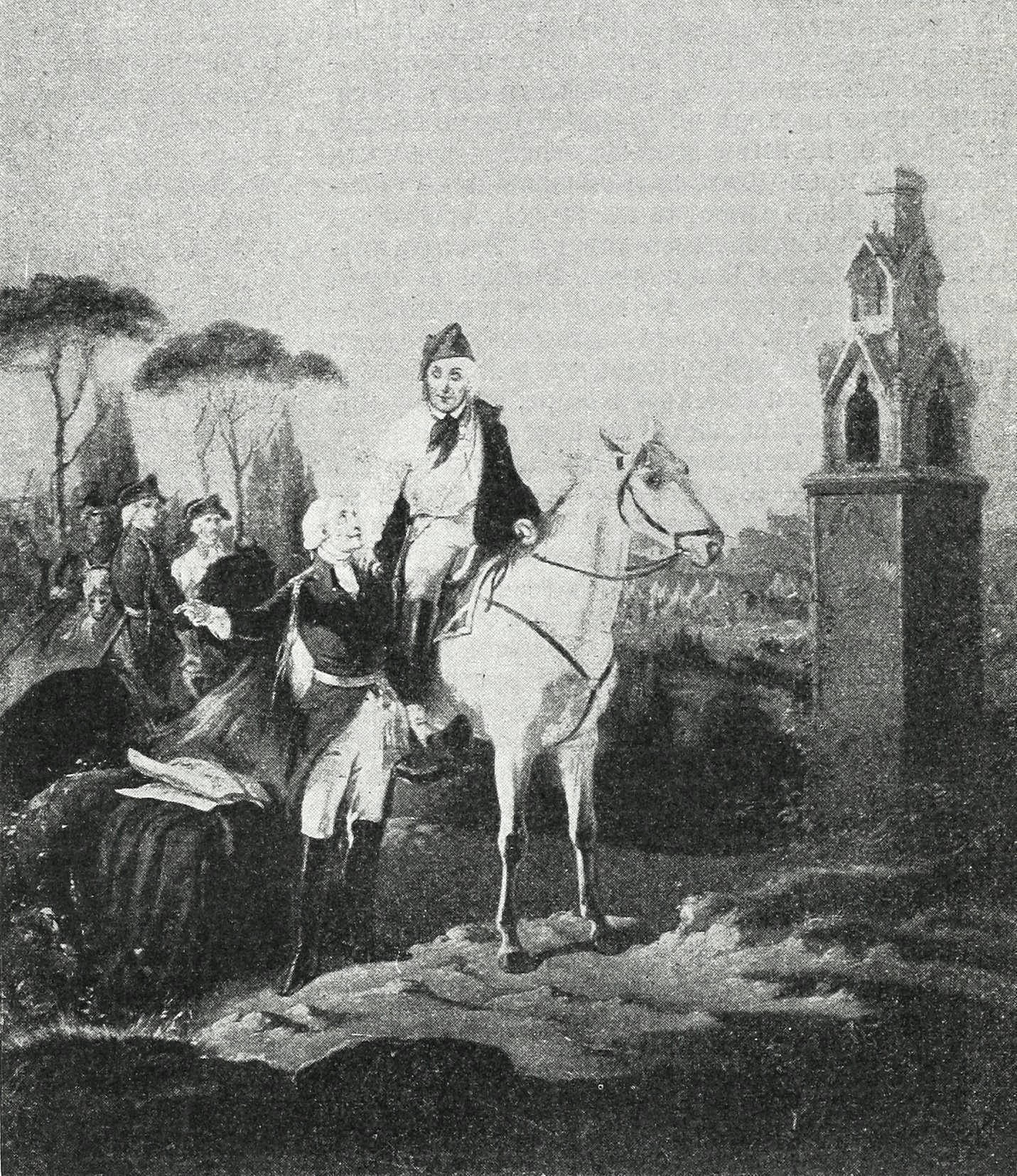
Суворов в Италии (1799 год)
(рис. из статьи «Итальянский поход Суворова»
«Военная энциклопедия Сытина»; 1913 год).

Тем временем, Кленау овладел Феррарой (11 (22) и 12 (23) мая), что открыло австрийцам свободу судоходства на реке По; сдалась также миланская цитадель. После этого Гогенцоллерн присоединился к Краю, а остальная артиллерия была отправлена к Тортоне.
К концу мая у Моро в Ривьере собралось 25 тысяч. У Генуи находились Лабуассьер и Лапоип, у Сестри — Виктор и у Савоны — Гренье, занимая передовыми отрядами горные проходы в Апеннинах. Армия Макдональда (дивизии Домбровского, Оливье, Ватреня и Руска и бригада Сальма, около 30 тысяч человек) к 18 (29) мая прибыла в район Сарзаны, Флоренции и Лукки, при чём войска Монришара и Готье, поступившие в распоряжение Макдональда, находились в Тоскане, занимая авангардом Болонью.
Силы союзников достигали до 100 тысяч человек, не считая гарнизонов и народных ополчений; но ввиду их желания прикрыть Северную Италию и поставленного венским двором требования овладеть всеми крепостями, для действий в поле оставалось не более трети всех сил. 16-тысячный отряд Гаддика был разбросан на Сен-Готарде, Симплоне и в Аостской долине: Край с 20 тысячами блокировал Мантую; Кленау с 4500 человек находился у Феррары; Отто с 7500 человек — у Модены, наблюдая долины Требии и Таро; отряды Швейковского, Секендорфа и Алькаини (до 10 500 человек) блокировали цитадели Алессандрии и Тортоны.
После получении известия об отступлении Моро в Ривьеру Суворов сделал распоряжение о преследовании его в горах, но ряд тревожных слухов (об успехах французов в Валисе, о прибытии в Геную морем значительных подкреплений, движении 12 тысяч французов из Бриансона и намерении обеих французских армий соединиться в Ривьере) заставил Суворова принять более сосредоточенное расположение. 29 мая (9 июня), узнав о сосредоточении Моро у Генуи, он немедленно собрал свои силы у Алессандрии. К Бельгарду, 28 мая (8 июня) прибывшему к Алессандрии с 28 тысячами, должен был подойти Отт и Флерих, туда же был направлен и Гогенцоллерн. Вукасович двинут к Акви. Оставив для осады Туринской цитадели и обеспечения тыла со стороны Савойи и Дофине 8-тысячный отряд Кейма, сам Суворов, за 2,5 суток сделав 90 километров, прибыл 1 июня из-под Турина в Алессандрию. В этот день у Алессандрии собралось уже около 34 тысяч; Вукасович, Отто, Гогенцоллерн и Кленау ещё не подошли.
Между тем, французские армии, ввиду недоступности береговой дороги для тяжёлой артиллерии и истощении местных средств, решили соединиться у Тортоны. 29 мая (9 июня) армия Макдональда выступила и 31 мая (11 июня) перевалила через горы. Для обеспечения её левого фланга были двинуты на соединение с ней: долиной Таро — дивизия Виктора и долиной Треббии — 3-тысячный отряд Лапоипа. Всего у Макдональда собралось около 36 тысяч. Моро с 14 тысячами должен был начать движение 6 (17) июня. 1 (12) июня Макдональд обрушился у Модены на отряд Гогенцоллерна, который, потеряв до 1600 человек пленными, 3 знамени и 8 орудий, только благодаря поддержке Кленау, блокировавшего в это время форт Урбано, успел отступить за По к Мантуе, разрушив за собой мост. Кленау отошёл к Ферраре. Французы, преследуя отряд Княжевича, оставленный Оттом у Пармы, 4 (15) июня дошли до реки Арды, а их авангард до Фиоренцолы. Монришар оставлен у Карпи, а Оливье — у Модены.
Получив известие о наступлении Макдональда, Суворов решил со всеми силами двинуться против него, как сильнейшего противника. В виду этого было приказано: Отту сколько возможно задерживать противника; Краю, оставив необходимое для блокады Мантуи, усилить Гогенцоллерна и Кленау, для действий в тыл Макдональда, и подкрепить главную армию; Бельгарду с 14 тысячами, у Алессандрии, прикрыть тыл армии и блокаду цитадели со стороны Моро; Гаддику отправить бригаду Нобили к Турину на усиление Кейма.

### Битва при Треббии
4 (15) июня, в 10 часов вечера, после наведения моста через Бормиду, фельдмаршал с 24 тысячами союзных войск форсированным маршем двинулся навстречу противнику. Достигнув 5 (16) июня Кастеджио, Суворов все обозы переправил на левую сторону По по мосту у Мецано, тет-де-пон которого был занят войсками; отсюда же выслан отряд генерала Валецкого к Боббио. Здесь Суворовым был отдан приказ: «Неприятельскую армию взять в полон». По получении известия в ночь на 6 (17) июня о том, что Отт, атакованный Макдональдом у Пьяченцы, отошёл за реку Тидоне, Суворов немедленно выступил, и к 10 часам утра его главные силы достигли Страделлы. Макдональд, намереваясь покончить с отрядом Отта, 6 (17) июня атаковал его на Тидоне. Монришару и Оливье было приказано присоединиться к нему. Известие о том, что неприятель теснит Отта у Сан-Джиовани, полученное в Страделле, заставило Суворова продолжать движение, несмотря на утомление войск и палящий июньский зной. Подкрепив Отта в середине боя авангардом Меласа, фельдмаршал подоспел в решительную минуту с частью русских войск и отбросил Макдональда за Тидоне, имея против 19 тысяч французов всего 14—15 тысяч, из которых большая часть вступила в бой прямо с похода, пройдя пред тем более 80 километров за 36 часов. Только железная воля Суворова и обаяние его могли достигнуть этого. О марше Суворова к Треббии Моро впоследствии сказал: «C’est le sublime de l’art militaire» - «Это вершина военного искусства».

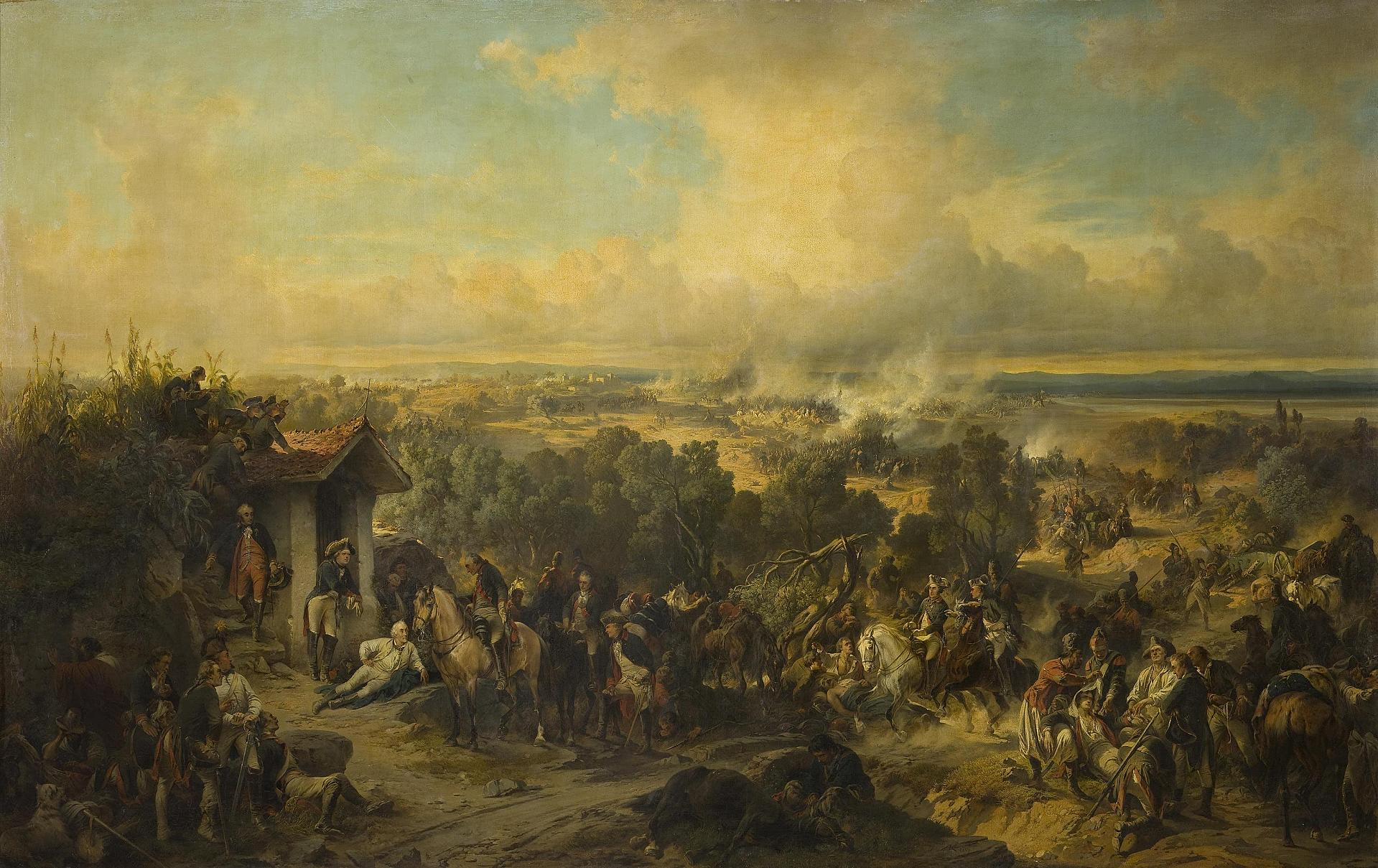
Битва при Треббии. Художник А. Коцебу

Французы отошли к Треббии, предполагая, по прибытии оставшихся сзади дивизий, 8 июня вновь атаковать. 7 (18) июня, в 10 часов утра, Суворов сам атаковал французов, но, благодаря невыполнению Меласом диспозиции о выделении дивизии Фрелиха на правый фланг, а также прибытию в конце боя Монришара и Оливье, в этот день французам не было нанесено решительного поражения. Обе армии в непосредственной близости заночевали на Треббии.
8 (19) июня бой возобновили французы, но к вечеру они были отброшены на правый берег Треббии, при чём результат опять не был решительным, так как и на этот раз Мелас удержал дивизию Фрелиха. К 5 часам утра 9 (20) июня Суворов приказал войскам быть готовыми для новой атаки. Но Макдональд, в виду крайнего расстройства войск, отсутствия сведений о Моро и даже о колонне Лапоипа и появления в его тылу войск Гогенцоллерна и Кленау, занявших Модену, Реджио и Парму, в ночь на 9 (20) июня начал отступление. Вперед был выслан Монришар, чтобы очистить путь от австрийцев. Дивизии Виктора, Руска и Домбровского потянулись на Сан-Джоржио; дивизии Ватреня и Оливье — на Понте-Нуре, а Локруа с бригадой Сальма — на Ронко.
Для преследования Суворов направил две колонны: левую, Меласа, — по Пьяченцской дороге, на Понте-Нуре, и правую, Розенберга, — на Сан-Джоржио. Австрийцы преследовали вяло; русские же, нагнав дивизию Виктора у Сан-Джиоржио, обратили её в бегство. Розенберг дошёл до Монтенаро, а передовые его части — до реки Арды. Армия Макдональда поспешно отступила, потеряв до 18 тысяч, в том числе около 12 тысяч пленными и ранеными, оставленными в Пиаченцском госпитале, 6 орудий, 7 знамён и много обозов. Урон союзников — до 5500 человек.
Французские войска, сделав за 2 дня около 85 километров, достигли 10 (21) июня Реджио. Колонна Лапоипа, дошедшая 9 июня до Сан-Джиоржио, при отступлении по долине Треббии была рассеяна Велицким у Боббио. Авангард отряда Отта только 13 июня настиг арьергард французов. Главные силы союзников, дойдя 10 июня до Фиоренцолы, остановились. Здесь Суворов получил известие о наступлении французских войск со стороны Генуи. Передовые войска Моро уже 6 июня появились в окрестностях Алессандрии, а на другой день его армия (14 тысяч) достигла Нови.
Бельгард собрал свои силы к Алессандрии. Моро, двинувшийся 8 июня в тыл Суворову, приостановив своё движение, приказал Груши атаковать австрийцев. 9 (20) июня, после того, как в бой были введены части дивизии Гренье, Бельгард отступил за Бормиду, где начал укрепляться в ожидании подкреплений от Кейма. Моро, узнав о неудаче Макдональда, старался демонстрациями отвлечь Суворова в свою сторону, не решаясь, однако, на более серьёзные операции против Бельгарда. Фельдмаршал, приказав Краю усилить Отта, назначенного для наблюдения за армией Макдональда, до 10 тысяч, 12 (23) июня выступил к Алессандрии. 14 июня он был уже на реке Скривии и рассчитывал на следующий день атаковать Моро, но последний 15 июня уже втянулся в горы. Союзная армия стала лагерем на берегу Орбы с авангардом у Нови.
Ещё 9 (20) июня капитулировала туринская цитадель. Кейму (14 тысяч), которому были подчинены отряды Вукасовича к югу и Ла-Марселя к западу от Турина и Рогана в Аостской долине, поручено прикрывать Пьемонт. Силы Края под Мантуей доведены до 30 тысяч. Отт 19 (30) июня занял Болонью.
Войска армии Макдональда, под командованием Сен-Сира, из Тосканы прошли по береговой дороге в Ривьеру и присоединились к Моро. Их артиллерия и тяжести перевезены морем. Сам же Макдональд уехал в Париж.
27 июня (8 июля) форт Урбано сдался. Отт занял Парму, а Кленау — Флоренцию, захваченную ранее инсургентами. К началу июля прибыл корпус (10 тысяч человек) генерал-лейтенанта Ребиндера и был расположен в Пьяченце под командованием Дерфельдена. 11 (22) июля капитулировала цитадель Алессандрии, после чего осадная артиллерия перевезена под Тортону, а союзная армия перешла в лагерь при Ривальте (к югу от Тортоны).
Суворов решил нанести последний удар французам в Ривьере, но австрийское правительство воспретило это впредь до окончания осады Мантуи. Постоянное вмешательство венского гофкригсрата, разрушавшее все предначертания фельдмаршала, возбудили непримиримый разлад между ним и венским двором. Суворов даже просил Императора Павла I об увольнении его от должности главнокомандующего.
Наконец, 17 (28) июля сдалась Мантуя, гарнизон которой (7690 человек) сложил оружие. Падение Мантуи произвело громадное впечатление в Европе. Во Франции считали это большим позором; в Австрии ставили это событие выше всех побед Суворова, которому Император Павел в воздаяние заслуг дал титул князя Италийского. Сам Суворов был рад, что уже после этого события венский двор не сможет противиться наступлению союзных войск. Начались приготовления к походу, и к 30 июля (10 августа) Мелас должен был организовать снабжение продовольствием войск при переходе через Апеннины и в опустошённой французами Ривьере. Краю приказано, оставив 5-тысячный гарнизон в Мантуе и столько же на усиление Кленау, прибыть в Алессандрию, сделав 175 километров за 8 дней; 2-тысячному отряду Багратиона было поручено овладеть фортом Серавалле (к востоку от Нови), запиравшим долину Скривии. 30 июля (10 августа) к Алессандрии прибыл Край.

### Битва у Нови

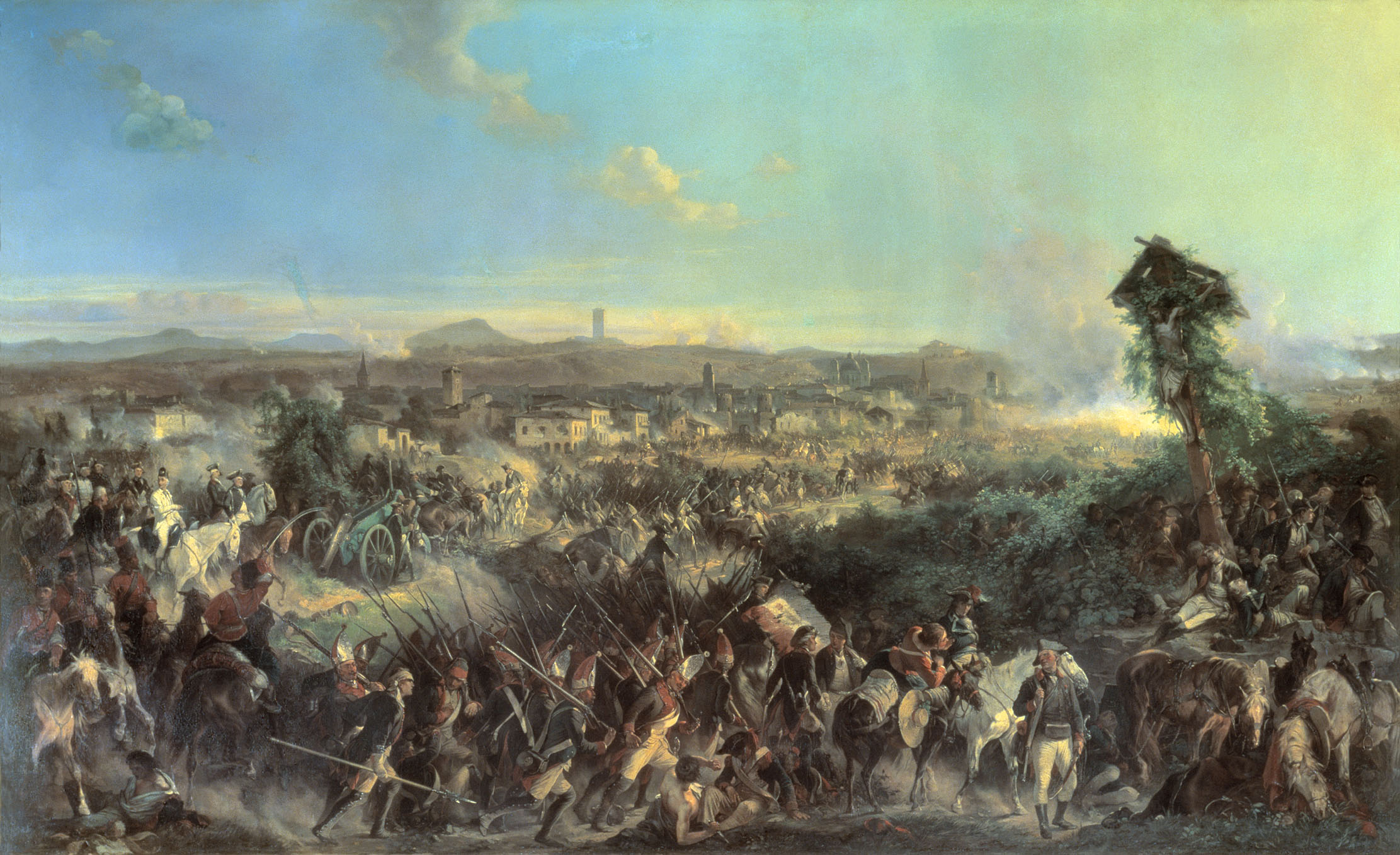
Сражение при Нови. Художник А. Коцебу

Между тем, директория, обновлённая после июньского переворота, энергично принялась за восстановление армий. Полтора месяца бездействия, на которое был обречён Суворов указаниями гофкригсрата, дали возможность французам довести Итальянскую армию до 45 тысяч человек. Моро был заменён Жубером, которому было предписано немедленно двинуться для освобождения Мантуи. Жубер прибыл к армии 24 июля (4 августа) и, не зная о падении Мантуи, о численности и расположении союзных войск, вскоре предпринял наступление. Моро дружески предложил Жуберу своё содействие во время предстоящей трудной операции и остался на некоторое время при армии.
До разъяснения положения союзников решено было наступать по 2 направлениям. Правое крыло Сен-Сира (дивизия Лабуасьера и резерв Гереня) — от Вольтеджио через Гави, дивизия Ватреня и Домбровского — по долине Скривии и бригада Колли — по реке Орбе; левое крыло Периньяна: главные силы (дивизия Груши и резервы Клозеля и Ришпанса) — по долине Бормиды на Дего и дивизия Лемуана — на Сасело; всего 34 тысячи. В Ривьере оставлены отряды для её обеспечения: справа — Миоллиса, слева — Роге и Монришара.
1 (12) августа Периньян получил приказание перейти в долину Орбы. Войска Сен-Сира в это время ещё находились в Вольтеджио, только дивизия Ватреня продвинулась вперёд и, оттеснив Дальгейма, обложила форт Серавалле, сдавшийся перед тем союзникам. Действия французов в долине Скривии и обнаруженное рекогносцировкой приближение их колонн к Акви убедили Суворова в происходящем наступлении французской армии. Располагая значительными силами с большим числом кавалерии, Суворов намерен был выманить французов на равнину, чтобы использовать своё численное превосходство.
Расположение союзной армии к 1 (12) августа — на 3 главных направлениях, откуда можно было ожидать французов, стояли авангарды: Бельгарда (6200 человек) — по дороге на Акви; Багратиона (5700 человек) — впереди Нови, по дороге на Гави, и Розенберга (8300 человек) — в долине Скривии; главные силы были расположены частью у Алессандрии (19 тысяч Края), частью у Ривальты (20 300 человек Меласа и Дерфельдена). Кроме того, 5300 человек Алькаини осаждали Тортону.
2 (13) августа французы начали стягиваться к Нови, а 3 августа заняли этот пункт, который, по приказанию Суворова, авангард Багратиона оставил без боя. На рассвете 4 (15) августа Суворов атаковал французов у Нови и нанёс им полное поражение. Только часть войск Сен-Сира, сохранившая некоторый порядок, успела занять тыловую позицию у Гави; остальные войска отступили в полном расстройстве. Жубер был убит и командование армией снова принял Моро.
На следующий день, вследствие утомления войск преследование было слабое. 6 (17) августа авангард Розенберга, не доходя Гави, опрокинул арьергард французов, и на этом закончилось преследование, так как Мелас не исполнил данного ему приказания об организации продовольствия войск в горах. Опять Суворову не пришлось воспользоваться плодами победы. Это обстоятельство дало возможность Моро отступить к Ницце, сосредоточить остатки разбитой армии в Ривьере и удержать за собой проходы в Апеннинах.
Суворов, не покидавший мысли о наступлении в Ривьеру, должен был под влиянием обстоятельств отказаться от неё. Гофкригсрат ещё 5 (16) августа помимо него приказал Кленау приостановить наступление в Ривьеру по морскому берегу и заняться разоружением жителей в Тоскане. Получены были известия о приготовлениях альпийской армии Шампионе к наступлению в Пьемонт, об успехах французов в Швейцарии и неудачах принца Виктора Рогана и Штрауха.
Суворов, оставив Розенберга у Ривальты, расположил свои силы у Асти, занимая центральное положение между Турином и Тортоной. Край с 10 тысячами послан для подкрепления швейцарских отрядов, но вскоре был возвращён обратно. 11 (22) августа с гарнизоном тортонской цитадели заключено перемирие на 20 дней, при условии, что, если в течение этого срока не последует выручка со стороны французской армии, то цитадель будет сдана на капитуляцию.
Между тем, в Ривьере у французов собралось до 25 тысяч, которые и были расположены от верховьев Бормиды до Скривии, занимая передовыми отрядами проходы. Шампионе, имея намерение облегчить положение Моро, предпринял наступление 4 колоннами (всего 16 тысяч) в Пьемонт, но далее линии Суза — Пиньероль — Кони — Асти продвинуться не решился.
В середине августа Суворов получил извещение о новом плане союзных держав. Все русские войска (Розенберга, Дерфельдена, Римского-Корсакова и принца Конде), под общим командованием Суворова, по сосредоточении в Швейцарии, назначались для наступления во Францию через Франш-Конте. Австрийские армии, Итальянская и эрцгерцога Карла, должны были действовать на её флангах. Венский кабинет, принявший этот план, торопил Суворова с его выполнением, несмотря на возражение последнего, что необходимо сначала покончить с французской армией в Италии, а затем уж весной приступить к исполнению новых предначертаний. Но австрийцы, опасаясь резкого усиления влияния России в регионе, вызванного военными успехами Суворова и Ушакова, и видя в Суворове помеху для достижения своих своекорыстных целей в Италии, настаивали на удалении оттуда русских войск. Армия эрцгерцога Карла была отозвана из Швейцарии, и русский корпус Римского-Корсакова оказался, благодаря этому, в опасном положении. Это заставило Суворова 28 августа (8 сентября), за 3 дня до окончания перемирия с гарнизоном тортонской цитадели, выступить для следования в Швейцарию. Впрочем, вследствие полученного в этот же вечер известия о наступлении армии Моро, русские войска возвратились к Алессандрии и Ривальте.
Моро, узнав об уходе русских, сделал попытку освободить Тортону. Часть сил он направил к Нови, а Сен-Сир и Шампионе должны были содействовать движением: первый — по долине Бормиды, второй — к крепости Кони. Подойдя 30 августа к Нови, Моро убедился в присутствии здесь всех русских сил и отказался от своего намерения. 31 августа (11 сентября) тортонская цитадель капитулировала, и русские войска снова выступили в поход, оставив под Генуей только блокирующий корпус генерала Отта. Сосредоточившись у Валенции, они одной колонной двинулись к Сен-Готарду через Новару и Варезе. Начался Швейцарский поход.

## В искусстве
- Маркиза д'О (1808) — новелла Клейста
- Маркиза фон О (1976) — фильм Ромера